# Bulbo olfactório

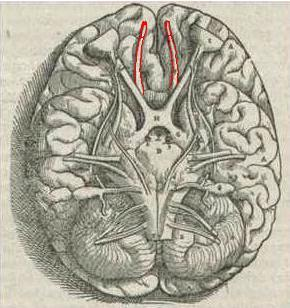
Bulbo olfatório por Vesalius, 1543.

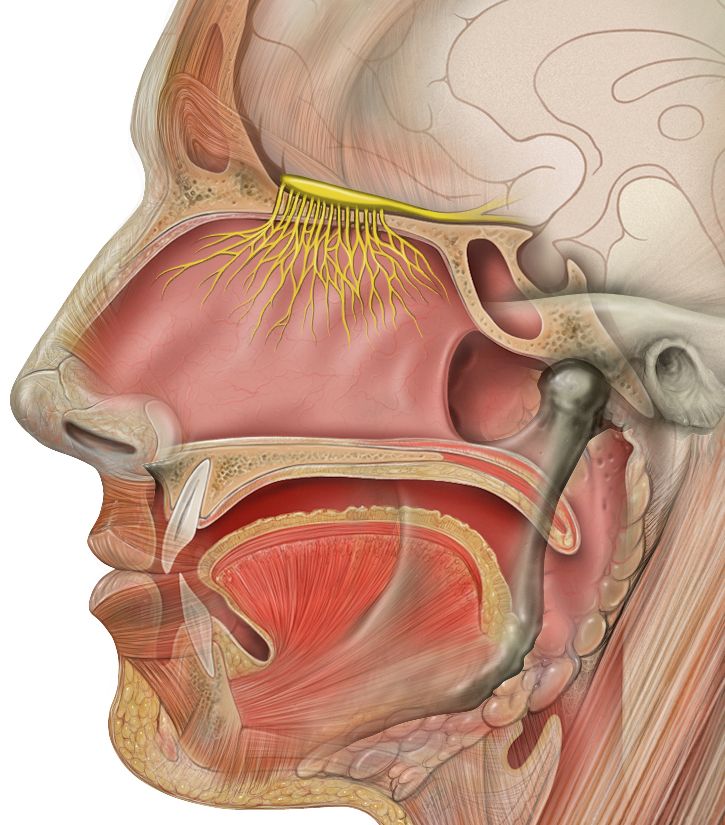
Nervo olfatório.

Os bulbos olfatórios são duas zonas do cérebro, situadas debaixo da parte anterior de cada um dos hemisférios cerebrais, protegidas e sustentadas pelas lâminas crivosas. O bulbo olfatório é a sede central de elaboração das impressões olfativas transmitidas pelo nervo correspondente. A lâmina crivosa possui diversas aberturas pelas quais passam os diversos feixes nervosos que constituem o nervo olfatório, um dos 12 pares de nervos cranianos.
O bulbo olfatório é a área olfatória primária do cérebro. Ao captar um cheiro, as células receptoras enviam sinais elétricos para os glomérulos, que se localizam no bulbo olfatório. Um cheiro bom é capaz de despertar emoções fortes em uma pessoa, isto pode ser explicado pela influência das conexões do sistema olfatório com o sistema límbico, responsável pelas emoções.